# Хофштеттен-Флю
Хофштеттен-Флю (нем. Hofstetten-Flüh) — коммуна в Швейцарии, в кантоне Золотурн. 
Входит в состав округа Дорнек. Население составляет 2993 человека (на 31 декабря 2007 года). Официальный код — 2476.